# Bahnstrecke Leinefelde–Wulften
| Streckennummer: | 1811                                                           |                                              |                                              |
| Kursbuchstrecke (DB): | 248 (Wulften–Duderstadt 1974) 599 (Leinefelde–Teistungen 2000) |                                              |                                              |
| Kursbuchstrecke: | 176c (1934) 200b (1946)                                        |                                              |                                              |
| Streckenlänge: | 39,9 km                                                        |                                              |                                              |
| Spurweite: | 1435 mm (Normalspur)                                           |                                              |                                              |
| |                                                                |                                              |                                              |
| \| \| \| von Gotha \| \| \| \| \| von Halle \| \| \| \| 0,0 \| Leinefelde \| Leinefelde \| \| \| \| ehem. B 80 und ehem. B 247 \| \| \| \| \| nach Hann. Münden \| \| \| \| \| ehem. B 80 und ehem. B 247 \| \| \| \| 2,8 \| Breitenbach (Eichsfeld) \| Breitenbach (Eichsfeld) \| \| \| \| ehem. B 80 und ehem. B 247 \| \| \| \| 4,9 \| Worbis \| Worbis \| \| \| 8,5 \| Wintzingerode \| Wintzingerode \| \| \| 11,2 \| Ferna \| Ferna \| \| \| \| Anschlussgleis Ziegelei \| \| \| \| 14,4 \| Teistungen \| Teistungen \| \| \| \| innerdt. Grenze bzw. Thüringen/Niedersachsen \| \| \| \| 19,3 \| Duderstadt \| Duderstadt \| \| \| \| nach Göttingen \| \| \| \| \| Göttinger Kleinbahn \| \| \| \| \| B 446 \| \| \| \| 22,0 \| Westerode \| Westerode \| \| \| 22,0 \| Anschlussgleis Rübenverladung \| Anschlussgleis Rübenverladung \| \| \| 23,7 \| Mingerode \| Mingerode \| \| \| 25,4 \| Obernfeld \| Obernfeld \| \| \| 27,3 \| Rollshausen \| Rollshausen \| \| \| \| B 27 \| \| \| \| 31,7 \| Gieboldehausen \| Gieboldehausen \| \| \| \| Rhume \| \| \| \| 36,9 \| Bilshausen \| Bilshausen \| \| \| \| Oder \| \| \| \| \| von Northeim \| \| \| \| 39,9 \| Wulften \| Wulften \| \| \| \| nach Nordhausen \| \| |                                                                |                                              |                                              |
| Strecke |                                                                | von Gotha                                    | von Gotha                                    |
| Abzweig geradeaus und von rechts |                                                                | von Halle                                    | von Halle                                    |
| Bahnhof | 0,0                                                            | Leinefelde                                   | Leinefelde                                   |
| Brücke |                                                                | ehem. B 80 und ehem. B 247                   | ehem. B 80 und ehem. B 247                   |
| Abzweig ehemals geradeaus und nach links |                                                                | nach Hann. Münden                            | nach Hann. Münden                            |
| Bahnübergang (Strecke außer Betrieb) |                                                                | ehem. B 80 und ehem. B 247                   | ehem. B 80 und ehem. B 247                   |
| Haltepunkt / Haltestelle (Strecke außer Betrieb) | 2,8                                                            | Breitenbach (Eichsfeld)                      | Breitenbach (Eichsfeld)                      |
| Brücke (Strecke außer Betrieb) |                                                                | ehem. B 80 und ehem. B 247                   | ehem. B 80 und ehem. B 247                   |
| Bahnhof (Strecke außer Betrieb) | 4,9                                                            | Worbis                                       | Worbis                                       |
| Haltepunkt / Haltestelle (Strecke außer Betrieb) | 8,5                                                            | Wintzingerode                                | Wintzingerode                                |
| Haltepunkt / Haltestelle (Strecke außer Betrieb) | 11,2                                                           | Ferna                                        | Ferna                                        |
| Abzweig geradeaus und von rechts (Strecke außer Betrieb) |                                                                | Anschlussgleis Ziegelei                      | Anschlussgleis Ziegelei                      |
| Bahnhof (Strecke außer Betrieb) | 14,4                                                           | Teistungen                                   | Teistungen                                   |
| Grenze (Strecke außer Betrieb) |                                                                | innerdt. Grenze bzw. Thüringen/Niedersachsen | innerdt. Grenze bzw. Thüringen/Niedersachsen |
| Bahnhof (Strecke außer Betrieb) | 19,3                                                           | Duderstadt                                   | Duderstadt                                   |
| Abzweig geradeaus und nach rechts (Strecke außer Betrieb) |                                                                | nach Göttingen                               | nach Göttingen                               |
| Kreuzung geradeaus unten (Strecken außer Betrieb) |                                                                | Göttinger Kleinbahn                          | Göttinger Kleinbahn                          |
| Bahnübergang (Strecke außer Betrieb) |                                                                | B 446                                        | B 446                                        |
| Bahnhof (Strecke außer Betrieb) | 22,0                                                           | Westerode                                    | Westerode                                    |
| Abzweig geradeaus und nach links (Strecke außer Betrieb) | 22,0                                                           | Anschlussgleis Rübenverladung                | Anschlussgleis Rübenverladung                |
| Haltepunkt / Haltestelle (Strecke außer Betrieb) | 23,7                                                           | Mingerode                                    | Mingerode                                    |
| Haltepunkt / Haltestelle (Strecke außer Betrieb) | 25,4                                                           | Obernfeld                                    | Obernfeld                                    |
| Haltepunkt / Haltestelle (Strecke außer Betrieb) | 27,3                                                           | Rollshausen                                  | Rollshausen                                  |
| Bahnübergang (Strecke außer Betrieb) |                                                                | B 27                                         | B 27                                         |
| Haltepunkt / Haltestelle (Strecke außer Betrieb) | 31,7                                                           | Gieboldehausen                               | Gieboldehausen                               |
| Brücke über Wasserlauf (Strecke außer Betrieb) |                                                                | Rhume                                        | Rhume                                        |
| Haltepunkt / Haltestelle (Strecke außer Betrieb) | 36,9                                                           | Bilshausen                                   | Bilshausen                                   |
| Brücke über Wasserlauf (Strecke außer Betrieb) |                                                                | Oder                                         | Oder                                         |
| Abzweig ehemals geradeaus und von links |                                                                | von Northeim                                 | von Northeim                                 |
| Bahnhof | 39,9                                                           | Wulften                                      | Wulften                                      |
| Strecke |                                                                | nach Nordhausen                              | nach Nordhausen                              |

Die Bahnstrecke Leinefelde–Wulften, auch Untereichsfeldbahn genannt, war eine eingleisige, nicht elektrifizierte Nebenbahn und diente als Verbindung von Leinefelde in Thüringen und Duderstadt in Niedersachsen zur Südharzstrecke.

## Geschichte
Die Inbetriebnahme der Strecke Wulften–Duderstadt erfolgte am 1. November 1889, die Weiterführung Duderstadt–Leinefelde folgte am 1. September 1897. Der Personenverkehr wurde mit sechs bis sieben Zugpaaren bedient (1944), etwa die Hälfte der Züge fuhr durchgehend über die ganze Strecke, die übrigen Züge verkehrten nicht durchgehend, sondern begannen oder endeten in Duderstadt, sowohl Richtung Wulften als auch Richtung Leinefelde. Der Abschnitt Duderstadt–Teistungen wurde nach dem Zweiten Weltkrieg 1945 als Folge der deutschen Teilung unterbrochen. 1947 wurde im sowjetisch besetzten Bereich die Strecke nördlich von Worbis als Reparationsleistung demontiert, aber bereits 1950 wieder bis Teistungen aufgebaut, um mehrere Ziegeleien wieder anzuschließen; auch der Personenverkehr wurde wieder aufgenommen.
Der Abschnitt Duderstadt–Wulften wurde noch bis zum 26. Juli 1974 im Personenverkehr befahren. Der Güterverkehr endete am 2. Januar 1995, am 29. Februar 1996 wurde die Strecke offiziell stillgelegt.
Auf der Teilstrecke Teistungen–Leinefelde in der DDR bzw. Thüringen wurde der Betrieb fortgeführt. Mehrere Anläufe, die Strecke nach der Grenzöffnung wieder bis Duderstadt zu verlängern, scheiterten. Der lokale Güterverkehr spielte seit der Stilllegung der Ziegelei 1992 keine Rolle mehr und wurde zum 31. Dezember 1994 eingestellt. Der Personenverkehr auf dem Thüringer Abschnitt wurde am 9. Juni 2001 aufgegeben. Zuletzt bediente ihn die Erfurter Bahn im Auftrag der DB mit Dieseltriebwagen des Typs Regio-Shuttle, davor war der Personenverkehr lange Zeit von der Baureihe 171/172 dominiert.

### Heutiger Zustand
Der Abschnitt Wulften–Duderstadt wurde von 2001 bis 2005 weitgehend abgebaut. Der Abschnitt Wulften–Rollshausen dient vollständig als Radweg, in Duderstadt hat sich ein Industrieunternehmen über die Trasse hinaus verbreitert. Das weitläufige Bahnhofsgelände von Duderstadt lag lange Zeit brach, zudem wurde das Bahnhofsgebäude mit einem Metallzaun von den ehemaligen Gleisanlagen getrennt.
Anfang 2012 erwarb Otto-Bock-Chef Hans Georg Näder das Duderstädter Bahnhofareal samt Empfangsgebäude. Im Gebäude befindet sich heute unter anderem eine Kinder- und Jugendarzt-Gemeinschaftspraxis. Seit 2014 wurde das Bahnhofsgelände im Rahmen des Projekts „Areal Bahnhof“ erheblich aufgewertet, so wurde der Zaun entfernt und auf dem brachliegenden Gelände neue Gleise verlegt, auf denen heute diverse historische Schienenfahrzeuge, darunter zwei Uerdinger Schienenbusse und ein Speisewagen, museal ausgestellt sind, sowie Parkplätze für 30 Autos, ein neuer Bahnsteig und eine Überdachung, die an ein altes Bahnsteigdach erinnern soll, gebaut. Das so entstandene Areal soll als „Lebendiges Denkmal“ die Erinnerung an die Bahnstrecke wachhalten.
Der Abschnitt Teistungen–Leinefelde wurde in den mittleren bis späten 2000er Jahren abgebaut. Der ehemalige Bahndamm nördlich von Teistungen liegt heute teilweise am Grenzlandwanderweg des Grenzlandmuseums Eichsfeld. Zwischen Worbis und Wintzigerode ist die ehemalige Trasse mit der Ortsumgehung Worbis der B 247 überbaut. Bei Breitenbach wird die Trasse seit den frühen 2000er Jahren durch den Bau der Südharzautobahn unterbrochen.
Zwischen Leinefelde und Duderstadt ist die ehemalige Trasse heute weitgehend Teil des Unstrut-Hahle-Radwegs.

### Reaktivierung
2013 untersuchte das niedersächsische Verkehrsministerium, ob die Bahnstrecke (neben 72 anderen) reaktiviert werden könnte. Sie fiel aber im Oktober 2013 aus der Liste der Reaktivierungskandidaten, weil die Gleise weitgehend demontiert, der Bahndamm teilweise bebaut und die Kosten deshalb zu hoch seien.

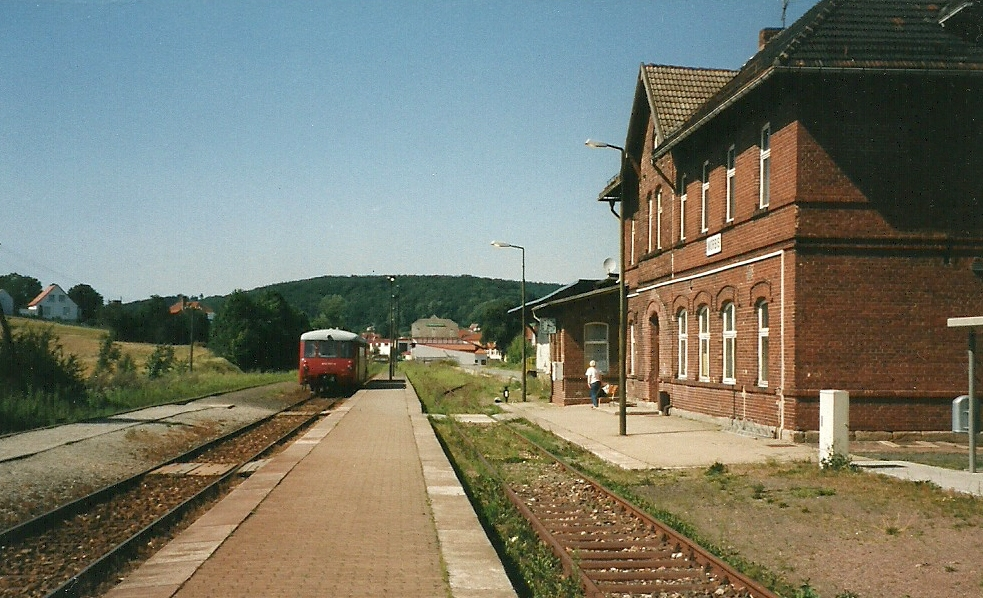
Ein Triebwagen fährt in den Bahnhof Worbis ein (August 1998)
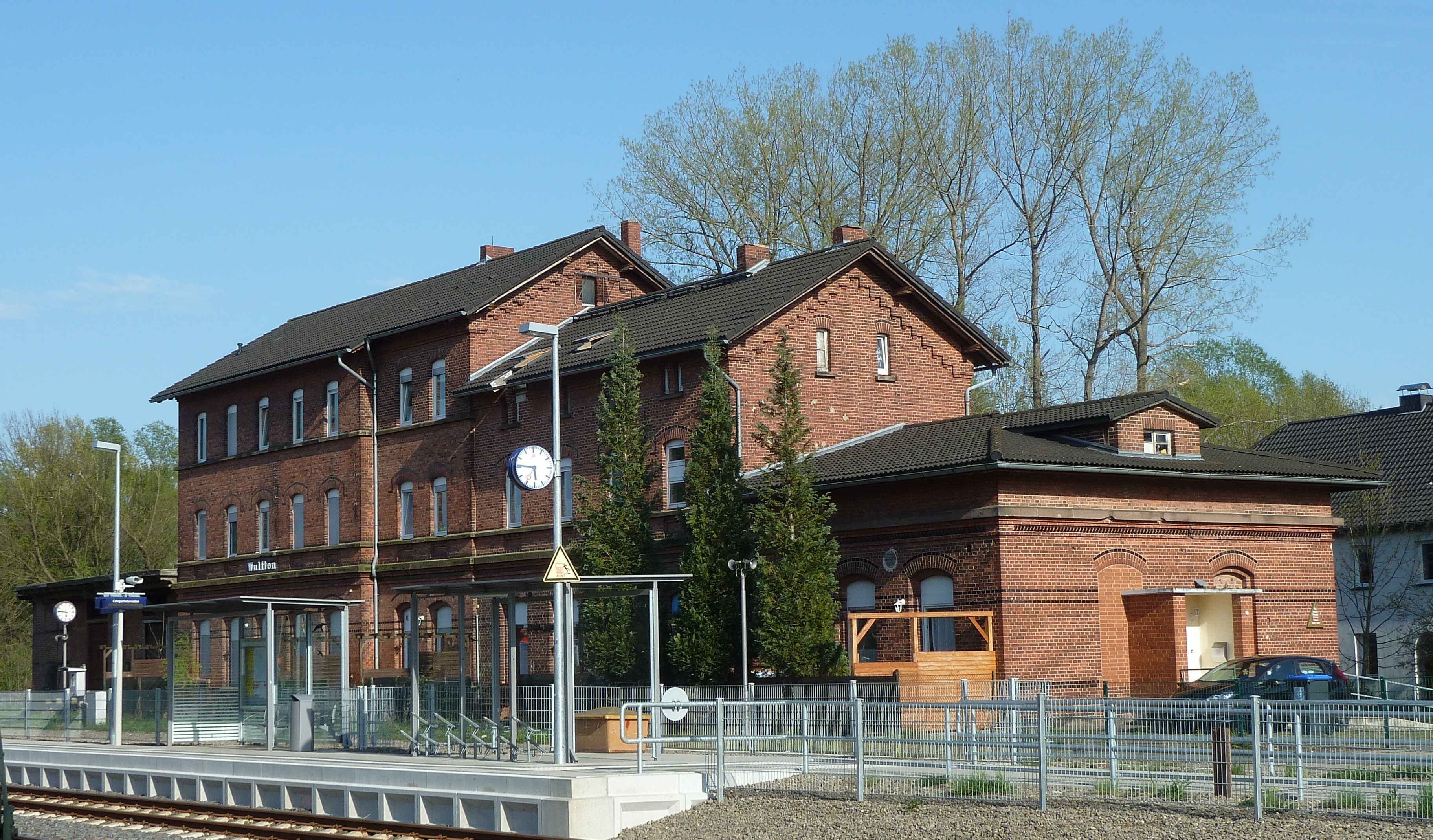
Bahnhof Wulften (April 2012)
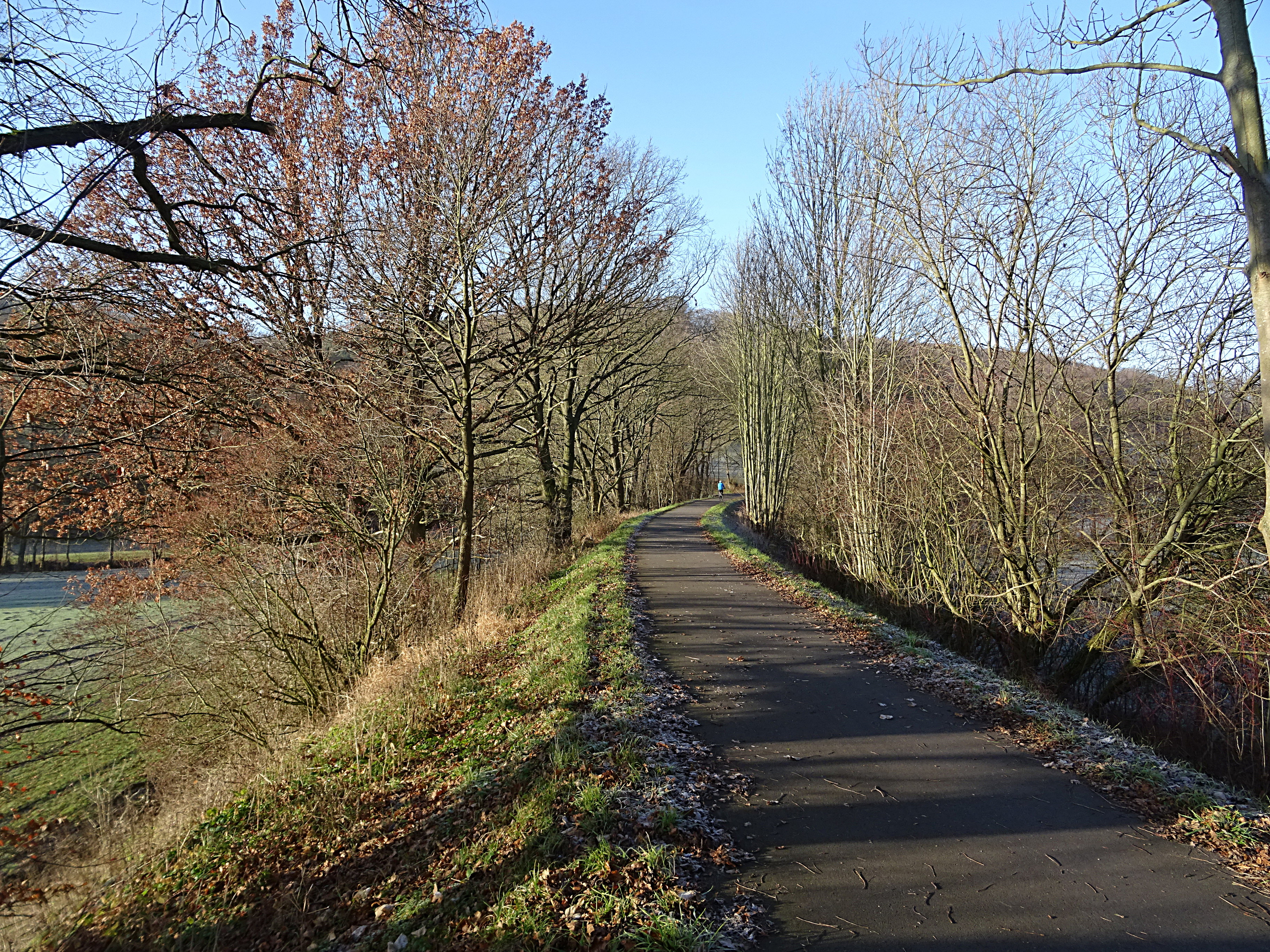
Unstrut-Hahle-Radweg westlich Wintzingerode

## Trivia
Der im Original schon lange abgerissene dreiständige Lokschuppen des Bahnhofs Duderstadt ist als Modell-Bausatz von Faller in den Nenngrößen H0 und N erhältlich.